# Spencer Museum of Art
Le Spencer Museum of Art est un musée d'art situé sur le campus de l'université du Kansas à Lawrence, au Kansas.  
La collection du musée regroupe actuellement près de 36 000 œuvres d'art et objets, tous supports confondus. La collection couvre l’histoire de l’art européen et américain, de l’ancien au contemporain, et comprend de vastes collections d’art d’Asie orientale. Les domaines de force particulière comprennent l'art médiéval, la peinture, sculpture et estampe européennes et américaines, la photographie, la peinture et les estampes japonaises de la période Edo, la peinture chinoise du XXe siècle et la collection ethnographique de l'université du Kansas, qui comprend environ 10 000 œuvres amérindiennes, africaines, latino-américaines et australiennes. 

## Histoire
En 1917, Sallie Casey Thayer, collectionneuse d'art à Kansas City, propose sa collection de près de 7 500 objets d'art à l'université du Kansas pour constituer un musée « destiné à encourager l'étude des beaux-arts dans le Middle West ». Sa collection éclectique comprenait des peintures, des sculptures, des estampes, des dessins, des meubles, des tapis, des textiles, des ouvrages en métal, de la céramique, du verre et d'autres exemples d'arts décoratifs, principalement d'origine européenne et asiatique. Finalement, le musée d'art de l'université du Kansas a été créé en 1928 sur la base de cette collection.

## Voir également
- Elizabeth Schultz, Conversations  (ISBN 0-913689-50-5)

Sélection d'œuvres d'art
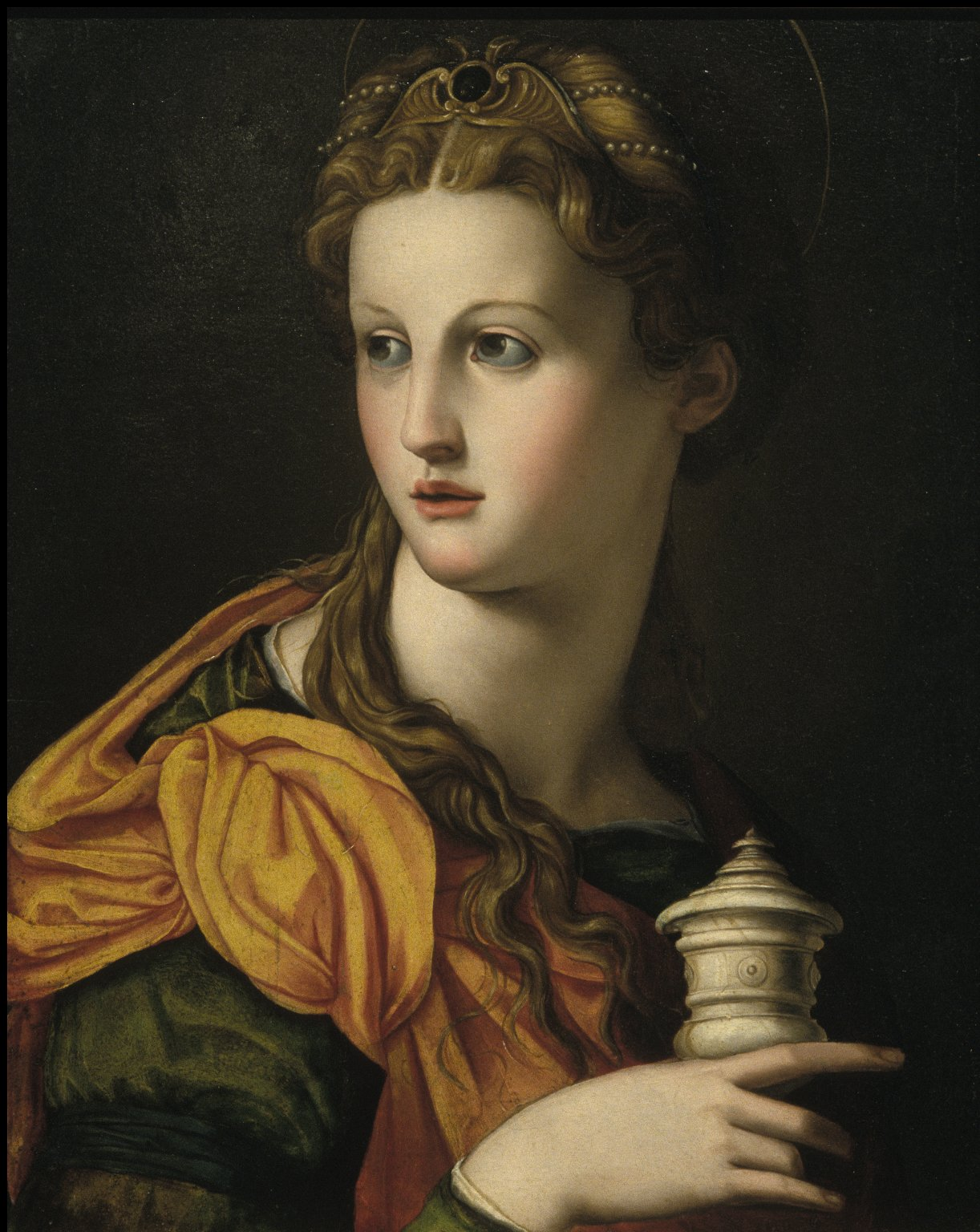
Angelo Bronzino, Mary Magdalene, 1565
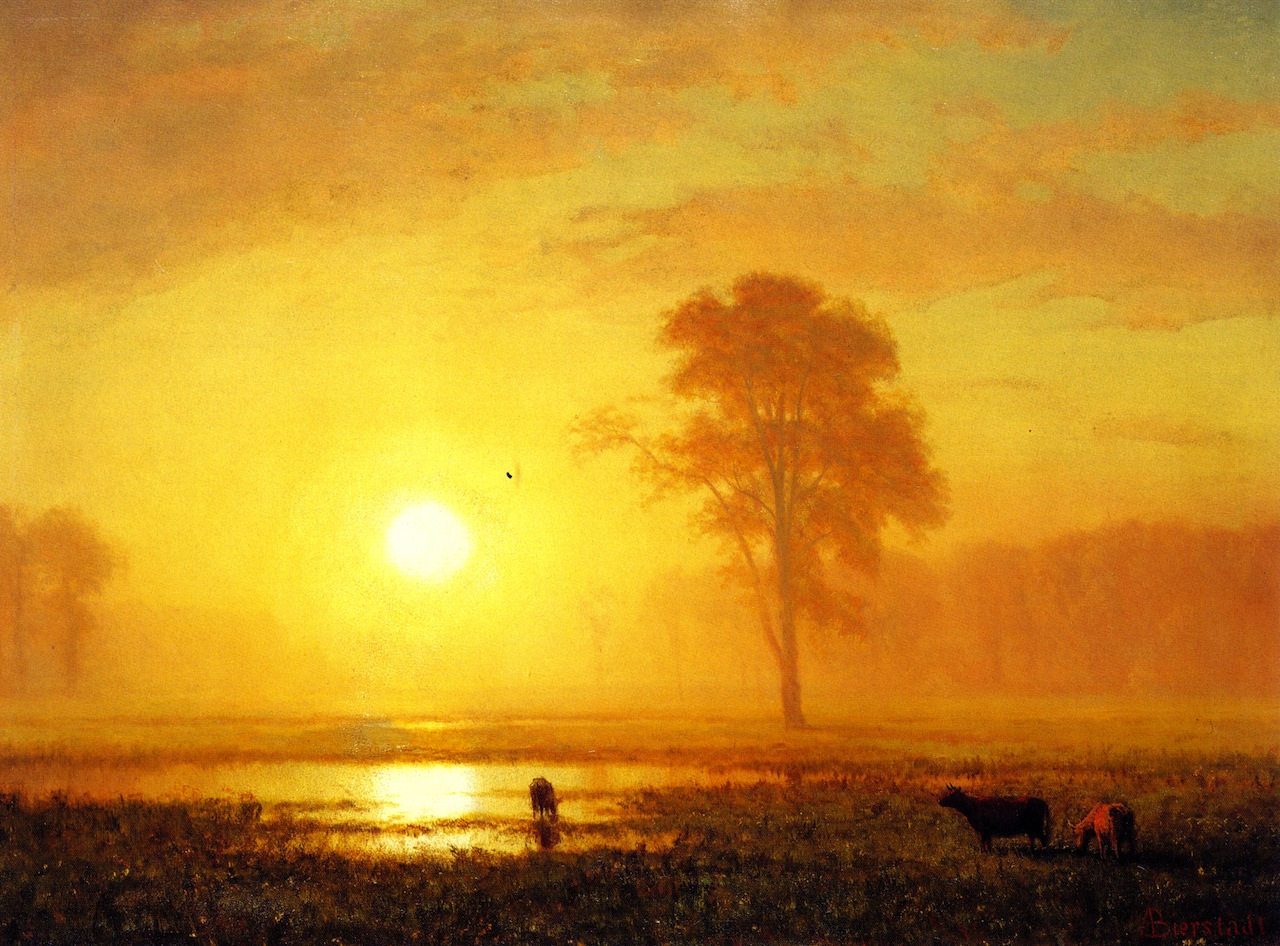
Albert Bierstadt, Sunset on the Plains, c. 1887
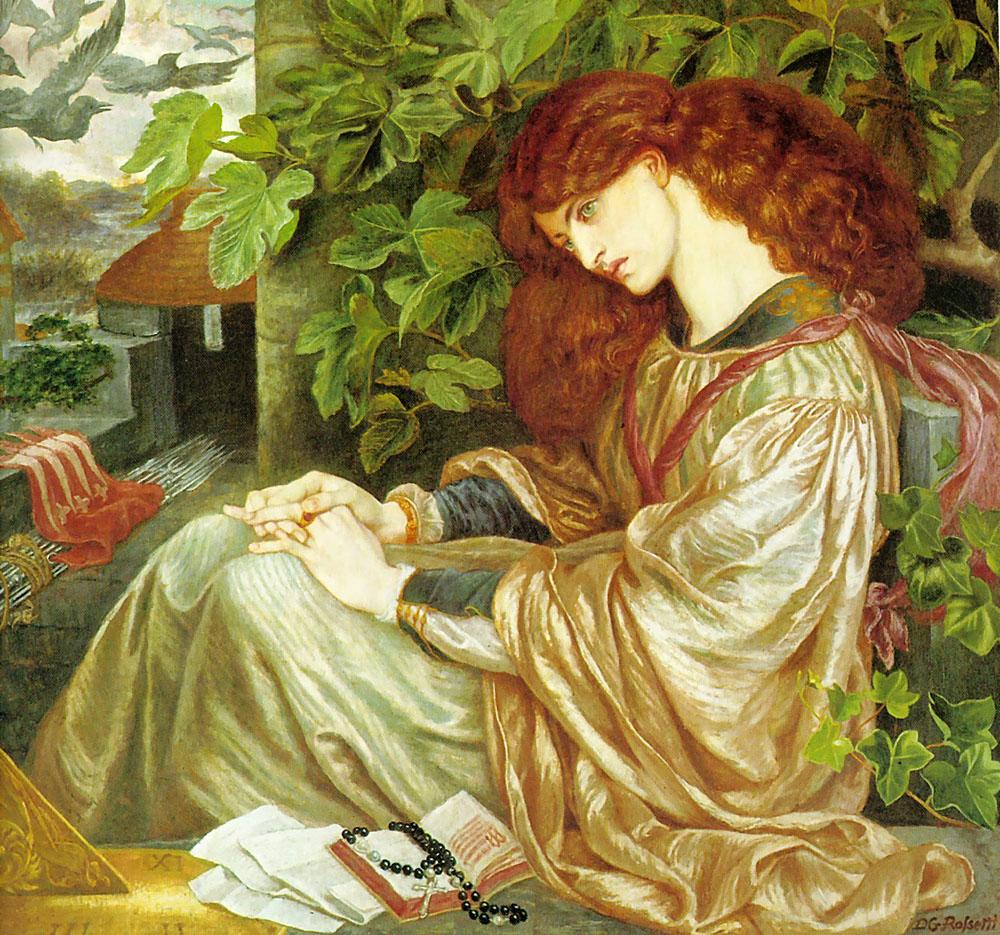
La Pia de' Tolomei, Dante Gabriel Rossetti, c. 1868
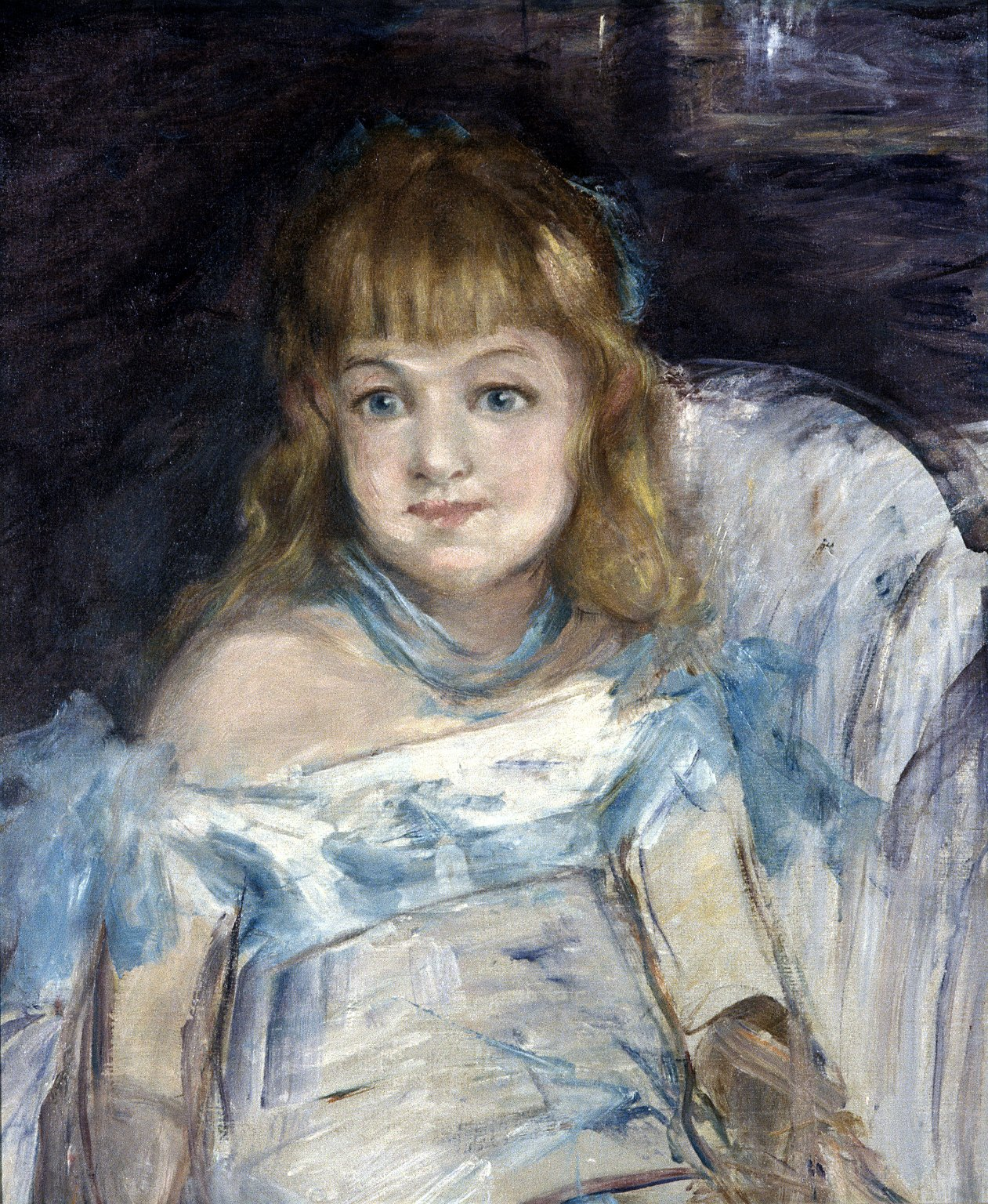
Little Girl in an Armchair, Édouard Manet, 1878
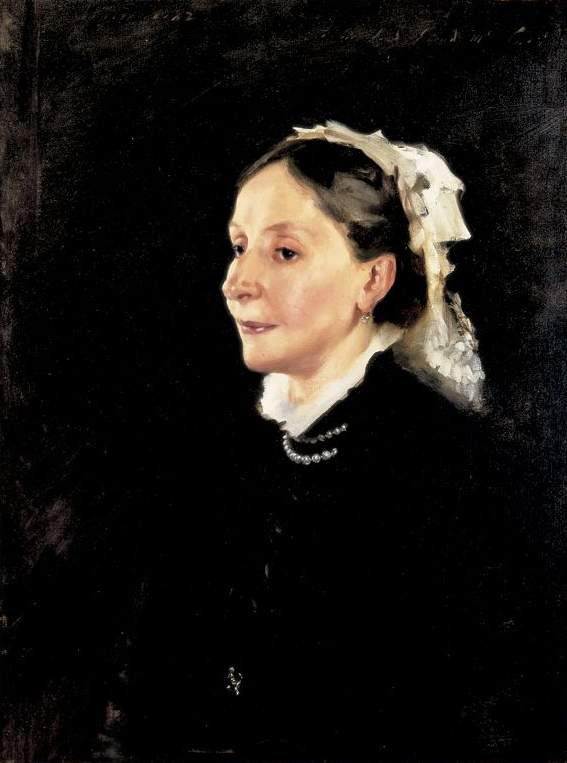
Ariana Curtis, John Singer Sargent, 1882